# Украинская советская армия
Украинская советская армия (Украинская Красная армия) (укр. Українська радянська армія; Українська Червона армія) — регулярные вооружённые силы Советской Украины в период Гражданской войны в России (конец 1918 — середина 1919 гг.).
Была сформирована на основании Декрета Временного рабоче-крестьянского правительства Советской Украины от 30 ноября 1918 года. Главнокомандующий — В. А. Антонов-Овсеенко. Численность — 188 тысяч человек (май 1919 года). Находилась в подчинении Наркомата по военным и морским делам УССР (нарком Н. И. Подвойский) и Реввоенсовета Республики (председатель Л. Д. Троцкий). С 4 января 1919 года Украинская советская армия участвовала в боевых действиях на территории Украины в составе Украинского фронта.
В ходе наступления Красной армии зимой 1918/1919 года крестьянские повстанческие части, которые составляли основу вооружённых сил Директории, разочарованные политикой национального правительства и привлечённые социальными лозунгами советской власти, массово переходили на сторону большевистского правительства Советской Украины во главе со своими командирами и включались в состав Красной армии. В марте—апреле 1919 г. настроения украинского крестьянства резко изменились под воздействием политики «военного коммунизма». Это непосредственно сказывалось на ситуации в частях украинской Красной армии. В конце апреля — первых числах мая 1919 г. в армии усилились беспорядки. Части 6-й Украинской советской дивизии приняли активное участие в крестьянских волнениях, а её комдив Н. А. Григорьев призвал к общему восстанию против большевистской диктатуры на Украине.
После разгрома Григорьевского мятежа, для подавления которого советскому руководству пришлось пойти на чрезвычайные меры, Украинская советская армия и Украинский фронт были расформированы на основании Декрета Всероссийского ЦИК от 1 июня 1919 года «Об объединении советских республик России, Украины, Латвии, Литвы, Белоруссии для борьбы с мировым империализмом» и переформированы в части и соединения объединённой Рабоче-крестьянской Красной армии под единым командованием.

## Состав
В декабре 1918 года в состав Украинской советской армии вошли 1-я и 2-я Повстанческие дивизии (сформированы ещё в сентябре в так называемой нейтральной зоне, установленной Брестским мирным договором между Советской Россией и оккупированной территорией Украины, 6 декабря переименованы в 1-ю Украинскую советскую и 2-ю Украинскую советскую дивизию, соответственно) и отдельные повстанческие отряды, преобразованные в регулярные части и соединения, а также части погранохраны Брянского, Льговского, Курского и Острогожского районов.
Постановлением Временного рабоче-крестьянского правительства Украины от 27 декабря 1918 года при военном отделе правительства была учреждена коллегия в составе председателя Артёма (Ф. А. Сергеева) и членов П. А. Кина и А. В. Сурика (Емельянова), на которую были возложены обязанности по организации и управлению армией.
По состоянию на конец 1918 года, Украинская советская армия насчитывала свыше 14 тысяч штыков, 1 350 сабель, 6 220 человек обученных, но не вооружённых, 139 пулемётов, 20 орудий.

## Боевые действия
12 декабря 1918 года силами 1-й и 2-й Украинских советских дивизий было начато наступление, в ходе которого 21 декабря, после отхода немецко-австрийских войск с российско-украинской границы, был занят Белгород, куда сразу же переехало из Курска Временное рабоче-крестьянское правительство Украины.
Наступление советских войск продолжилось на Харьков. В ночь с 1 на 2 января 1919 года в Харькове началось большевистское восстание. Совет немецких солдат поддержал восстание и выдвинул Директории ультиматум — в течение суток вывести все войска из города. 3 января 1919 года войска Украинской советской армии вошли в Харьков. С этого времени Временное рабоче-крестьянское правительство Украины располагалось здесь. В конце января по решению Временного рабоче-крестьянского правительства Украины был образован Реввоенсовет Украинской советской армии в составе В. А. Антонова-Овсеенко, Ю. М. Коцюбинского, Е. А. Щаденко.
С 4 января 1919 года Украинская советская армия участвовала в боевых действиях на территории Украины в составе Украинского фронта.
В оперативном отношении войска фронта первоначально подразделялись на две группы войск: киевского направления, перед которой стояла задача овладеть Киевом и Черкассами, и харьковского направления, с задачей овладеть Полтавой и Лозовой (из неё позднее была выделена группа войск одесского направления). 15 апреля 1919 года эти группы войск были преобразованы в 1-ю, 2-ю и 3-ю Украинские советские армии, соответственно. 27 апреля 2-я Украинская советская армия была передана в оперативное подчинение Южному фронту. 5 мая в составе Украинского фронта была образована Крымская советская армия.
После падения правительства гетмана Скоропадского сменившему его режиму Директории не удалось создать устойчивые регулярные воинские формирования. Армия Директории состояла из разрозненных отрядов повстанцев-крестьян, принявших участие в антигетманском восстании. В ходе наступления Красной армии зимой 1918/1919 года повстанческие части, разочарованные политикой национального правительства и привлечённые социальными лозунгами советской власти, массово переходили на сторону большевистского правительства Советской Украины. Как правило, повстанческие соединения, объявившие о своей советской ориентации, в полном составе, во главе со своими командирами («атаманами», «батьками»), по взаимному соглашению включались в состав армии Советской Украины, получая номер и официальное наименование, с последующим приведением повстанческих частей к штатам Красной армии и назначением комиссаров-большевиков. Наиболее крупными повстанческими объединениями, вошедшими в Украинскую советскую армию, стали входившая ранее в состав армии УНР Херсонская партизанская дивизия «Атамана повстанческих войск Херсонщины, Запорожья и Таврии» Н. А. Григорьева (ставшая 1-й Заднепровской Украинской советской бригадой, а впоследствии 6-й Украинской советской дивизией) и повстанческая армия Нестора Махно (ставшая 3-й Заднепровской Украинской советской бригадой).
В марте — апреле 1919 года «просоветские» настроения украинского села изменились. Проведение советскими властями политики «военного коммунизма» (продовольственная монополия, продразвёрстка и вывоз в большом количестве продовольствия за пределы Украины, насаждение коллективных форм земледелия — так называемых «коммун») привело к быстрому распространению на селе антисоветских и радикально оппозиционных настроений и действий. Антибольшевистская агитация, волнения, погромы, вооружённые выступления, действия повстанческих формирований отмечались во всех губерниях УССР.
Смена настроений на селе непосредственно сказывалась на ситуации в частях Красной армии, основу которой составляли украинские повстанческие отряды. В конце апреля — первых числах мая 1919 года в армии усиливаются беспорядки: фиксируются многочисленные «бесчинства», мародёрство, погромы, самовольные реквизиции, вплоть до антисоветских выступлений отдельных частей. Резко обостряется ситуация на юге Украины. Части 6-й Украинской советской дивизии, отведённые для переформирования в родные для них места Херсонщины и Елизаветградщины, принимают активное участие в крестьянских волнениях, оказывают вооружённое сопротивление действиям продотрядов и советских активистов.
8 мая 1919 года комдив Григорьев издал Универсал «К народу Украины и бойцам Красной армии», где призвал к общему восстанию против большевистской диктатуры на Украине.
После разгрома Григорьевского мятежа, для подавления которого советскому руководству пришлось пойти на чрезвычайные меры, Украинская советская армия и Украинский фронт были расформированы на основании Декрета Всероссийского ЦИК от 1 июня 1919 года «Об объединении советских республик России, Украины, Латвии, Литвы, Белоруссии для борьбы с мировым империализмом» и переформированы в части и соединения объединённой Рабоче-крестьянской Красной армии под единым командованием.

## Командный состав
Командующие:
- В. А. Антонов-Овсеенко

Члены РВС:
- В. П. Затонский,
- Артём (Ф. А. Сергеев).

Начальник штаба:
- В. Х. Ауссем